# PGC 213081
LEDA/PGC 213081 ist eine Galaxie im Sternbild Perseus am Nordsternhimmel. Sie ist schätzungsweise 438 Millionen Lichtjahre von der Milchstraße entfernt und hat einen Durchmesser von etwa 45.000 Lichtjahren. Vom Sonnensystem aus entfernt sich das Objekt mit einer errechneten Radialgeschwindigkeit von näherungsweise 9.700 Kilometern pro Sekunde.

## Galaktisches Umfeld
| Nr. | Galaxie          | Alternativname            | Rek          | Dek          | Distanz/asec |
| --- | ---------------- | ------------------------- | ------------ | ------------ | ------------ |
| →   | LEDA/PGC 213081  | 2MASX J02453277+4211481   | 02h45m32.78s | +42d11m48.3s | 0            |
| 1   | LEDA/PGC 10435   | CGCG 539-092              | 02h45m32.32s | +42d09m28.0s | 140.29       |
| 2   | LEDA/PGC 10440   | UGC 2226                  | 02h45m36.30s | +42d09m27.3s | 146.09       |
| 3   | LEDA/PGC 2196198 | 2MASX J02454350+4218120   | 02h45m43.51s | +42d18m12.4s | 402.52       |
| 4   | LEDA/PGC 10476   | UGC 2231                  | 02h46m05.33s | +42d06m05.7s | 495.47       |
| 5   | LEDA/PGC 2191151 | WISEA J024539.34+420146.3 | 02h45m39.40s | +42d01m46.4s | 605.62       |
| 6   | LEDA/PGC 2190794 | 2MASX J02454372+4200380   | 02h45m43.72s | +42d00m38.2s | 680.62       |
| 7   | LEDA/PGC 2196078 | 2MASX J02462458+4217508   | 02h46m24.58s | +42d17m50.6s | 681.26       |
| 8   | LEDA/PGC 2193800 | 2MASX J02463578+4210453   | 02h46m35.76s | +42d10m45.4s | 702.44       |
| 9   | LEDA/PGC 2192963 | 2MASX J02463408+4207513   | 02h46m34.10s | +42d07m51.4s | 721.90       |
| 10  | LEDA/PGC 2198101 | 2MASX J02451191+4223550   | 02h45m11.91s | +42d23m54.8s | 761.93       |
| 11  | LEDA/PGC 10401   | UGC 2215                  | 02h44m52.78s | +41d59m19.3s | 871.06       |
| 12  | LEDA/PGC 2192678 | 2MASX J02464667+4206584   | 02h46m46.67s | +42d06m58.2s | 871.18       |
| 13  | LEDA/PGC 2198250 | NSA 132525                | 02h46m15.33s | +42d24m22.7s | 890.04       |
| 14  | LEDA/PGC 2198458 | NSA 132524                | 02h46m13.32s | +42d25m04.7s | 914.59       |